# زمین‌لرزه ۱۹۱۲ میانمار
زمین‌لرزه ۱۹۱۲ میانمار در تاریخ ۲۳ مه ۱۹۱۲ میلادی، برابر با ‎۲ خرداد ۱۲۹۱، ساعت ۲:۲۴:۰۶ به زمان یوتی‌سی در میانمار رخ داد. بزرگی آن ۷٫۷ در مقیاس Mw اعلام شده است. زمین‌لرزه به وقت محلی در روز پنج‌شنبه، ساعت ۸٫۵ روی داده و منطقه زمانی آن یوتی‌سی +۶٫۵ بوده است.
سازمان زمین‌شناسی آمریکا نیز جای این زمین‌لرزه را در مختصات ۲۱°شمالی ۹۷°شرقی / ۲۱°شمالی ۹۷°شرقی و بزرگی آنرا برابر با ۸ در مقیاس ریشتر اعلام کرده است. ژرفای گزارش شده از سوی این سازمان ۲۵ کیلومتر می‌باشد.